# Nartov
Nartov je priimek več oseb:
- Andrej Konstantinovič Nartov, ruski znanstvenik, vojaški inženir in umetnik
- Vasilij Mihailovič Nartov, sovjetski general